# Ху Цзяньгуань
Ху Цзяньгуа́нь (кит. упр. 胡建关; род. 11 мая 1993) — китайский боксёр, представитель наилегчайшей весовой категории. Выступает за сборную Китая по боксу начиная с 2015 года, бронзовый призёр летних Олимпийских игр в Рио-де-Жанейро, бронзовый призёр чемпионата мира, обладатель бронзовой медали чемпионата Азии.

## Биография
Ху Цзяньгуань родился 11 мая 1993 года в уезде Ваньнянь провинции Цзянси.
В 2009 году выступил на чемпионате мира среди юниоров в Ереване, но выбыл из борьбы за медали уже в 1/16 финала.
Занял третье место в зачёте юниорского китайского национального первенства 2011 года в наилегчайшем весе.
В 2014 году на взрослом чемпионате Китая получил бронзу.
Первого серьёзного успеха на взрослом международном уровне добился в сезоне 2015 года, когда вошёл в основной состав китайской национальной сборной и побывал на чемпионате Азии в Бангкоке, откуда привёз награду бронзового достоинства, выигранную в зачёте наилегчайшей весовой категории — на стадии полуфиналов потерпел поражение от узбека Шахобиддина Зоирова. Позже отправился на чемпионат мира в Дохе, где так же стал бронзовым призёром — на сей раз в полуфинале уступил кубинцу Йосвани Вейтия. Кроме того, начиная с этого момента регулярно принимал участие в матчевых встречах Всемирной серии бокса, представляя команду «Китайские драконы».
В 2016 году на олимпийской квалификации Азии и Океании в городе Цяньань дошёл до финала, проиграв только Шахобиддину Зоирову, и благодаря этому успешному выступлению удостоился права защищать честь страны на летних Олимпийских играх в Рио-де-Жанейро. В категории до 52 кг благополучно прошёл первых троих соперников по турнирной сетке, но в полуфинальном бою со счётом 0:3 проиграл россиянину Михаилу Алояну и получил таким образом бронзовую олимпийскую медаль.
После Олимпиады Ху остался в составе боксёрской команды Китая и продолжил принимать участие в крупнейших международных соревнованиях. Так, в 2017 году он выиграл серебряную медаль на международном турнире «Странджа» в Болгарии.